# Tepuidessus
Tepuidessus is een geslacht van kevers uit de familie  waterroofkevers (Dytiscidae).
Het geslacht is voor het eerst wetenschappelijk beschreven in 1981 door Spangler.

## Soorten
Het geslacht omvat de volgende soort:
- Tepuidessus breweri Spangler, 1981